# Borowica (rejon korosteński)
Borowica (ukr. Боровиця), wieś w rejonie korosteńskim obwodu żytomierski.